# 잘메이 할릴자드
잘메이 할릴자드(파슈토어: زلمی خلیلزاد, Zalmay Khalilzad, 1951년 3월 22일 ~ )는 아프가니스탄계 미국의 외교관이자 2018년 9월 이래 미국 국무부에서 아프가니스탄 조정을 위한 특별 대표를 지냈다. 이전에 그는 전략국제연구센터의 고문과 그리폰 파트너스와 워싱턴 D. C.에 기지를 둔 국제 비지니스 자문 상사 할릴자드 협회의 회장을 지냈다. 그는 1980년대 중반 이래 국무부와 펜타곤에서 미국의 정책 입안자들과 연루되어 왔으며, 조지 W. 부시 행정부에서 최고 계급의 무슬림이었다.
그는 부시와 잠시 버락 오바마 대통령 아래 유엔 주재 미국 대사였다. 부시 행정부에서 할릴자드의 이전 지위들은 아프가니스탄(2003년 ~ 05년)과 이라크 주재 미국 대사(2005년 ~ 07년)를 포함하였다. 2017년 그는 트럼프 행정부에서 국무장관을 위하여 숙고되었다.
2018년 9월 5일 할릴자드는 아프가니스탄에 특별 교섭인으로 지내는 데 국무장관 마이크 폼페이오에 의하여 임명되었다.

## 어린 시절과 교육
잘메이 마모지 할릴자드는 아프가니스탄 마자리샤리프에서 누르자이 일족에게 태어나 카불에서 자라왔다.
할릴자드는 카불에 있는 공립 학교인 가지 리세에서 자신의 교육을 시작하였다. 그는 AFS 문화간 프로그램과 함께 캘리포니아주 세레스에 있는 고등학교의 교환 학생으로서 처음으로 미국에서 시간을 보냈다. 후에 그는 레바논에 있는 베이루트 아메리칸 대학교에서 문학사와 석사를 취득하였다. 할릴자드는 자신이 현저한 핵무기 저지 사상가이자 전략가 앨버트 월스티터와 가까이 공부한 시카고 대학교에서 자신의 철학 박사 학위를 받았다. 월스티터는 정부와 랜드 연구소 안에서 계약들과 함께 할릴자드를 마련하였다.

## 초기 경력
1979년부터 1989년까지 할릴자드는 컬럼비아 대학교의 국제 민중 정세 대학원에서 정치학의 조교수로 일하였다. 그 시기 동안 그는 무자헤딘을 성원하는 데 소련의 아프가니스탄 침공에 저항한 즈비그뉴 브레진스키와 가깝게 일하였다.
1984년 할릴자드는 리처드 W. 머피에 의하여 앞장선 근동과 남아시아 정세국에 자신이 조언자였던 미국 국무부에 가입하는 데 1년 외교관계평의원 지위를 받아들였다.
1985년부터 1989년까지 할릴자드는 국무부의 상급 공무원으로서 로널드 레이건 행정부에 근무하여 소련의 침공 후 소련-아프가니스탄 전쟁에 조언하였다. 그 시기 동안 그는 정책계획본부의 회원이자 국무 차관 마이클 H. 아매코스트로 아프가니스탄에 국무부의 특별 조언자였다. 그 역할에서 그는 소련의 점령을 축출한 무자헤딘이 이끌던 아프가니스탄의 공적들을 승진시키는 데 국제적 프로그램을 개발하고 지도하였다. 1990년부터 1992년까지 할릴자드는 미국 국방부에서 정책 계획을 위한 부차관으로서 조지 H. W. 부시 대통령 아래 근부하였다.
1993년부터 2000년까지 할릴자드는 랜드 연구소 주식회사에서 전략 정책 수단 구성의 국장이었다. 그 시기 동안 그는 랜드 연구소의 정기 간행물 "전략 평가"는 물론, 전략 랜드 연구소의 중동학을 창립하였다. 그는 또한 "미국과 떠오르는 중국"과 "봉쇄에서 지구촌 지도력으로? 냉전 후의 미국과 세계"를 포함한 몇몇의 영향적인 전공 논문을 저서하였다. 랜드 연구소에서 그는 또한 투르크메니스탄에서 아프가니스탄으로 확장하고, 그리고 파키스탄으로 속행할 1400km (890 마일), 2억 달러, 622m³/s (22,000 ft³/s)의 제안된 트랜스-아프가니스탄 가스 파이프라인 계획을 위하여 이제 셰브론의 일부인 유니칼을 위하여 위험한 분석을 지휘하던 케임브리지 에너지 연구 협회를 위한 잠시의 병역을 가졌다.

### 미국의 지구촌 지도를 위한 후원
1990년대 중반에 할릴자드는 미국의 지구촌 지도의 가치의 주제에 몇몇의 논설을 쓰기도 하였다. 일어난 미국의 권력에서 만약 쇠퇴한다면 그가 상상한 분쟁을 위하여 특정한 시나리오들은 경쟁적인 고등학교와 대학교의 정책 토론에서 그의 필적을 극단적으로 인기있게 만들었으며 특히 지구촌의 불안정으로 미국의 패권의 손해를 연결한 그의 필적이다. 할릴자드는 1998년 1월 26일에 새 미국의 세기를 위한 프로젝트의 회원들로부터 빌 클린턴 대통령에게 보낸 편지의 서명인이었다. 그 일은 "외교, 정치와 군사적 노력들의 완전한 보완물"을 이용하여 사담 후세인과 그의 정권을 권력으로부터 몰아내는 데 클린턴의 도움을 요구하였다.

## 아프가니스탄 주재 미국 대사

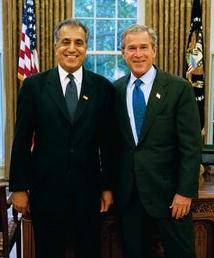
조지 W. 부시 대통령과 함께 한 할릴자드

2001년 조지 W. 부시 대통령은 국방부를 위한 부시-체니 이행 팀을 지휘하는 데 할릴자드에게 의문하였고, 할릴자드는 잠시 도널드 럼즈펠드 국방부 장관에 상담 고문을 지냈다. 그해 5월 국가 안보 보좌관 콘돌리자 라이스는 대통령에 특별 보조인과 미국 국가안전보장회의에서 동남아시아, 근동과 북아프리카 정세의 상급 국장으로서 할릴자드의 임명을 선언하였다. 2002년 12월 부시는 사담 후세인 후의 이라크를 위한 준비들을 통합하는 임무와 함께 "Large for Free Iraqis"의 대사의 지위로 할릴자드를 임명하였다.
911 테러 공격이 일어난 후 부시는 할릴자드의 아프가니스탄 전문적 기술에 의지하러 왔다. 할릴자드는 탈리반을 타도하는 계획의 초기 단계들에 연루되었고, 그해 12월 31일 그는 아프가니스탄을 위한 부시 행정부의 특별 교섭인으로 선발되었다. 그는 자신이 아프가니스탄 주재 미국 대사로 지내는 데 임명되었을 때 2003년 11월까지 그 지위에 지냈다. 할릴자드는 2005년 6월까지 아프가니스탄 주재 대사 직을 보유하였다.
그 시기 동안 그는 아프가니스탄의 헌법의 도안을 지켜보고, 국가의 첫 선거와 연루되어 아프가니스탄의 로야 지르가(전통적 대집회)의 첫 회합을 결성하는 도움을 주었다. 2002년 6월 로야 지르 사절단들의 다수가 그를 성원하였어도 로야 지르가가 국가 원수를 선발하고, 미국의 대표들은 전 아프가니스탄의 국왕 87세의 자히르 샤가 숙고로부터 물러나는 데 확신시켰다. 그 운동은 카르자이 정부에서 북부동맹의 불균형한 권력과 함께 근심을 가진 파슈툰인들을 화나게 하였다. 대사로서 할릴자드의 재직 기간 동안 아프가니스탄의 새 대통령 하미드 카르자이는 정치적 결정들에 관하여 정규적인 근거에 그와 함께 가까이 상담하였고, 둘은 정규적으로 함께 식사를 하였다. 2004년과 2005년 그는 또한 아프가니스탄에서 첫 미국 스타일의 고등 교육 학회인 아프가니스탄 아메리칸 대학교의 설립과 도움을 주는 데 연루되기도 하였다. 2016년 아프가니스탄 아메리칸 대학교 친구 협회는 그에게 국제 공공 봉사 상을 수여하였다.
2021년 10월 CNN은 미국의 아프가니스탄 주재 대사인 잘메이 칼릴자드가 아프가니스탄에서 미군의 철수를 마친 후 아프가니스탄에서 사임할 것이라고 보도했다.

## 이라크 주재 미국 대사

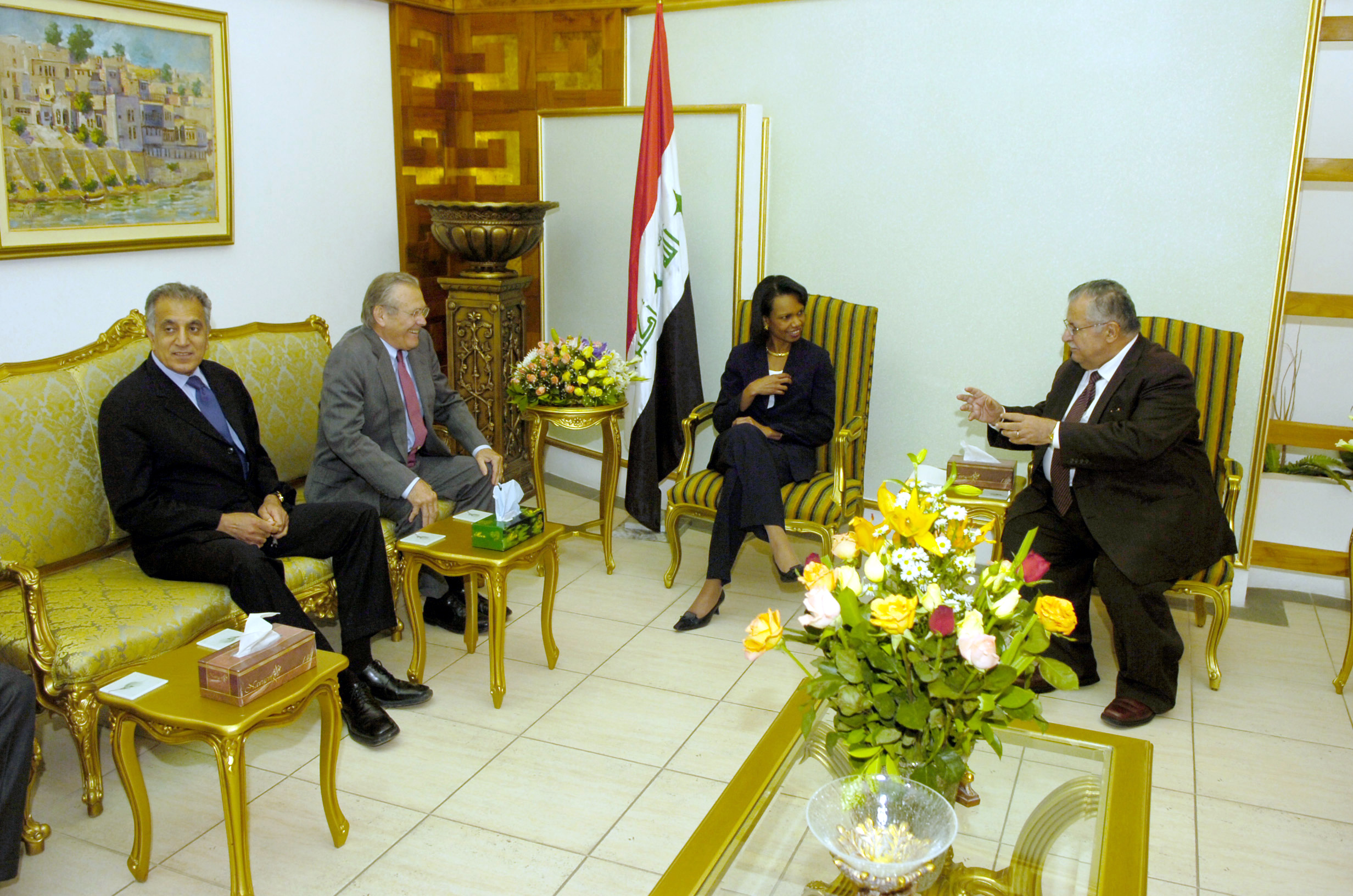
2006년 4월 바그다드에서 (좌로부터 할릴자드 대사, 도널드 럼즈펠드 국방부 장관, 콘돌리자 라이스 국무 장관과 잘랄 탈라바니 이라크 대통령)

2005년 6월 21일 할릴자드는 이라크 주재 미국 대사로서 자신의 일을 시작하였다. 그는 그해 10월 이라크 헌법의 비준을 허용한 타협들을 협상하는 도운 것으로 명예를 얻었다. 할릴자드는 또한 12월 선거가 순조롭게 진행되는 것을 보증하는 데 일하였고, 첫 사담 이후의 정부를 형성에서 본질적인 역할을 맡았다. 그는 또한 술라이마니야에서 이라크 아메리칸 대학교를 설립하는 도움을 주었고 그 평의원이었다.
그의 전임자들 폴 브레머와 존 네그로폰티에 비교하면 바그다드에서 할릴자드는 미국 대사로서 성공으로 숙고되었고, 이라크인들과 연결을 도운 일에 문화적 정교화와 인간의 접촉을 가져오면서 신임을 얻었다.
할릴자드는 이라크의 안정에 최고의 위협으로서 종파의 폭력이 반란 행위를 차지하고 있었다는 것을 경고하는 데 첫 최고 계급의 행정 공무원들 중의 하나였다. 알 아스카리 모스크의 폭발 사건 후, 2006년 2월 그는 퍼지는 종파의 폭력이 내란으로, 그리고 가능하게 더 넓은 논쟁으로까지 이끌어 이웃 국가들을 연루시킬 것이라고 경고하였다. 할릴자드는 종파심의 문제로 정치적 해결들을 추구하였고, 특히 그는 자라나는 수니파의 폭력을 시비조로 대답하는 데 이라크의 3개의 주요 민족들 사이에 권력의 균형을 합류시키는 일을 하였다.
이라크 주재 대사로서 할릴자드의 기간은 2007년 3월 26일에 끝났다. 그는 경력 외교관이자 전 파키스탄 주재 대사 라이언 크로커에 의하여 대체되었다.

## 유엔 주재 미국 대사

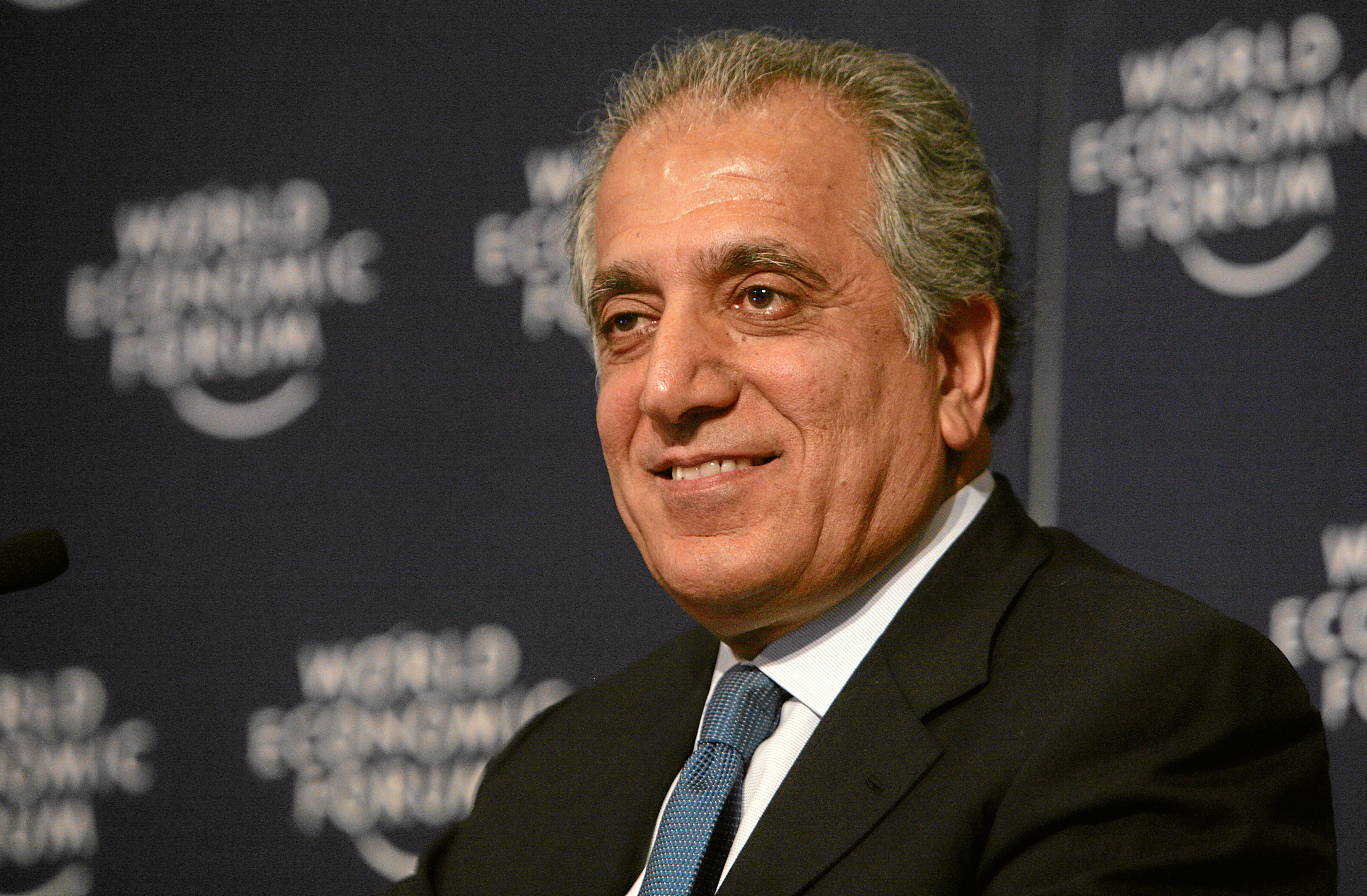
세계 경제 포럼에서 (2008년)

2007년 2월 12일 백악관은 유엔 주재 미국 대사가 되는 데 할랄자드의 임명을 상원에 제출하였다. 그는 3월 29일 민주당 통치의 미국 상원에 의하여 만장 일치로 확신되었다. 그 일은 자신이 상원에 의하여 확신되는 데 가끔 논쟁의 설득력이 실패한 원인을 가져온 할릴자드의 전임자 존 R. 볼턴에 강한 대조에 특정을 지었으나 휴게의 임명을 얻었다.
유엔에서 동료들은 할릴자드가 볼턴과 다른 스타일을 가지고, 더욱 회유적이었던 것을 주목하였다.
2007년 11월 할릴자드는 이란이 아프가니스탄과 이라크에서 폭도 단체들을 도운 것을 비난하였다. 국제 원자력 기구가 이란에 그 보고를 낸 후에 곧 그는 이란 정부가 명백하게 그 핵무기 프로그램과 진행하고 있다는 것을 대중매체에 말하였다. 할릴자드는 이란에 대항하는 추가적 제재를 강요하는 데 미국이 유엔 헌장 7절 아래 안전 보장 이사회에서 또다른 결의를 통과시키는 데 시도하려고 한 것을 설명하였다.
대부분의 미국의 정치인들처럼 할릴자드는 코소보의 독립 선언을 성원하였다. 2017년 그는 코소보의 대통령 하심 타치로부터 독립 훈장 메달이 수여되었다.
2008년 8월 그는 긴급 행위를 실시하고, 조지아의 독립국에 러시아의 군사 폭력을 비난하는 데 안전 보장 이사회를 강조하였다. 그는 또한 러시아의 외무장관 세르게이 라브로프가 라이스 국무 장관에게 조지아의 대통령 미헤일 사카슈빌리가 가야 한다는 것을 말했다고 진술하기도 하였다.

## 최근의 경력
2018년 9월 마이크 폼페오 국무 장관은 아프가니스탄에서 논쟁으로 평화적인 해결을 안정시키는 임무와 함께 새롭게 창조된 교섭 - 아프가니스탄 조정을 위한 특별 대표로서 할릴자드를 임명하였다. 2009년부터 2018년까지 할릴자드는 상업과 공공적 정책들의 연계에서 고객들을 시중들어 지구촌 비지니스가 가장 약속적이고 도전적인 국제 시장들을 진행시키는 도움을 주는 국제 자문 상사 할릴자드 협회의 회장을 지냈다. 할릴자드 협회와 그 모회사 그리폰 캐피털 파트너스는 고객으로서 이라크와 아프가니스탄에서 하는 비지니스에 주로 흥미를 가진 국제와 미국 회사들을 가지고 있다. 할릴자드에 의하면 그들은 에너지, 건설, 교육과 하부 조직의 분야들에서 회사들을 포함한다.
2014년 9월 9일 뉴스 조항들이 오스트레일리아의 대중매체에 나왔으며 할릴자드가 돈세탁 용의로 오스트리아에서 권위들에 의하여 조사되었고, 그의 부인의 통장들이 동결되어 왔다고 진술하였다. 9월 10일 오스트리아의 법원은 사건이 처리되었고, 통장들이 1주 일찍이 9월 3일에 동결 해제되는 명령을 받았다는 것을 알려지게 되었다. 누설은 정통적 시시한 이야기에서 버림받아 온 법원 서류의 결과였다.
할릴자드는 전략국제연구센터의 상담자와 민주주의를 위한 국립 기증, 아메리카 해외 미디어, 랜드 연구소 주식회사의 중동 수학 센터, 애틀랜틱 카운실, 이라크 아메리칸 대학교, 쿠르디스탄 아메리칸 대학교와 아프가니스탄 아메리칸 대학교의 평의원을 지냈다.
2015년 그는 미국의 두뇌 집단 애틀랜틱 카운실에 100,000 달러를 기부하였다.
할릴자드의 정치적 자서전 〈사절:카불에서 백악관으로, 소란스러운 세계를 통한 나의 여행〉이 2016년 세인트마틴스 프레스에 의하여 출판되었다.

## 개인 생활
할릴자드는 수니 이슬람 교도이자 파슈툰인이다. 그는 파슈토어, 다리어, 아랍어, 영어와 우르두어에 능통하였다.
할릴자드의 부인은 저자이자 정치 분석자 셰릴 버나드이다. 그들은 1972년 둘다 베이루트 아메리칸 대학교에서 학생 시절에 만났으며, 2명의 아들을 두었다.